# Bitwa nad rzeką Choroł
Bitwa nad rzeką Choroł – bitwa stoczona w 1185 roku w trakcie walk Rusinów z Połowcami.
W roku 1184 doszło do najazdu Połowców pod wodzą chana Kipczaków na Ruś. W reakcji na pustoszącą kraj wyprawę, książę kijowski Igor Światosławowicz zaplanował prewencyjny atak na połowieckie stepy. W wyprawie wzięły udział siły 12 książąt ruskich. W lutym 1185 r. siły ruskie rozbiły nad rzeką Ugrą straż tylną Połowców, uwalniając jeńców ruskich z jasyru. W odpowiedzi na to, chan kipczacki zebrał swoje wojsko i dnia 1 marca starł się z Rusami w rejonie rzeki Choroł. W bitwie tej Połowcy zastosowali kusze-balisty oraz ogień grecki. Mimo to bitwa zakończyła się zwycięstwem Rusów. Po tym zwycięstwie Połowcy wycofali się w rejon rzeki Suła, gdzie zamierzali stoczyć decydującą bitwę.